# Arturo Barrios Oteíza
Arturo Francisco Barrios Oteíza (Santiago, 22 de julio de 1967) es un profesor de geografía y político chileno militante del Partido Socialista de Chile (PS). Desde mayo de 2025 se desempeña como  diputado de la República por el distrito N.° 7 de la Región de Valparaíso en reemplazo de Tomás de Rementería, que asumió como senador en reemplazo de la destituida senadora Isabel Allende.
Entre 1992 y 1993 fue presidente de la Federación de Estudiantes de la Universidad de Chile (FECh).

## Biografía
Es hijo del exnotario Arturo Barrios Arriagada y de Elena Oteíza Mannarelli. En 1985 egresó del Saint George's College para luego ingresar a la Universidad de Chile, donde estudió Licenciatura en Historia. Cursó la carrera de Pedagogía en Historia y Geografía en la Universidad Metropolitana de Ciencias de la Educación (UMCE). Ha ejercido la docencia en diversas escuelas. Además, se ha desempañado como asesor educativo en distintas organizaciones como la Red Educacional REDUCA, conformada por 15 colegios pertenecientes a la Corporación Municipal de Peñalolén. 
Durante sus años como universitario ingresó a la Juventud Socialista (JS). En 1992 fue elegido como presidente de la FECh. Su elección fue rechazada por el rector de la universidad, Jaime Lavados, debido a que él era estudiante de la UMCE, una institución que se desprendió del Instituto Pedagógico de la Universidad de Chile en 1981, durante la dictadura militar. Presidió la FECh hasta 1993, cuando entregó el cargo al también dirigente socialista Álvaro Elizalde.
En 1994, durante una romería en el Cementerio General, Barrios calificó como "asesinos" a Augusto Pinochet y a Manuel Contreras, dos de los principales jerarcas de la dictadura militar vigente en Chile entre 1973 y 1990. Pinochet, que aún ejercía como comandante en jefe del Ejército, lo acusó de difamación e inició una acción legal en su contra bajo la Ley de Seguridad del Estado. En 1996 fue condenado a una pena remitida de 541 días de cárcel. Poco tiempo después, el mismo Pinochet se querelló contra Barrios por el mismo delito, caso que fue sobreseído en 2001. Debido a esta condena perdió sus derechos políticos, por lo que no podía votar ni presentarse en una elección. En este tiempo presidió la JS y trabajó como asesor del entonces diputado Camilo Escalona.
En 1993 fue candidato a diputado por el distrito n° 30, correspondiente a la provincia del Maipo, de la Región Metropolitana, donde no resultó elegido. En 2009 fue candidato a diputado por el distrito n° 10, en la Región de Valparaíso, donde tampoco consiguió la elección. Ocupó el cargo de secretario general del PS entre los años 2003 y 2005. Luego, entre 2006 y principios de 2008, fue parte del comité central de ese partido. En 2022 asumió la vicepresidencia de la colectividad. En 2017 fue jefe territorial del candidato presidencial Alejandro Guillier.
Durante el año 2008 se desempeñó como subdirector del Consejo Nacional de la Cultura y las Artes durante el primer Gobierno de Michelle Bachelet. En 2009 la Contraloría General de la República lo suspendió por tres meses del cargo en medio de una investigación por el uso irregular de un vehículo fiscal para beneficio personal.
En 17 de abril de 2025 fue designado por el PS como diputado en reemplazo de Tomás de Rementería, quien a su vez asumió el cargo de senador para llenar la vacancia dejada por Isabel Allende, quien fue destituida por el Tribunal Constitucional (TC) tras la fallida compra por parte del Estado de la casa de su padre, el expresidente Salvador Allende.
Maratonista aficionado, participa de diversas competencias en donde luce imágenes en homenaje a los detenidos desaparecidos de la dictadura de Pinochet.